# Paterson (New Jersey)
Paterson is een stad in de Amerikaanse staat New Jersey en telt 147.754 inwoners (2015). Het is hiermee de 138e stad in de Verenigde Staten (2000). De oppervlakte bedraagt 21,7 km², waarmee het de 237e stad is.

## Demografie
Van de bevolking is 8,3 % ouder dan 65 jaar en bestaat voor 20,4 % uit eenpersoonshuishoudens. De werkloosheid bedraagt 7,8 % (cijfers volkstelling 2000).
Ongeveer 50,1 % van de bevolking van Paterson bestaat uit hispanics en latino's, 32,9 % is van Afrikaanse oorsprong en 1,9 % van Aziatische oorsprong.
Het aantal inwoners daalde van 158.019 in 1990 naar 149.222 in 2000 en naar 147.754 in 2015.

## Klimaat
In januari is de gemiddelde temperatuur -2,1 °C, in juli is dat 23,8 °C. Jaarlijks valt er gemiddeld 1264,7 mm neerslag (gegevens op basis van de meetperiode 1961-1990).

## Plaatsen in de nabije omgeving
De onderstaande figuur toont nabijgelegen plaatsen in een straal van 4 km rond Paterson.

## Bekende inwoners van Paterson

### Geboren
- Lou Costello (1906-1959), acteur
- Frederick Reines (1918-1998), natuurkundige en Nobelprijswinnaar (1995)
- Don Martin (1931-2000), cartoonist en striptekenaar
- Gabriel Kolko (1932-2014), historicus
- John Spencer (1946-2005), acteur
- Michael Hossack (1946-2012), drummer (The Doobie Brothers)
- Randy Edelman (1947), filmmuziekcomponist
- Kathryn Sullivan (1951), astronaute
- Mindy Sterling (1953), actrice
- J. Michael Straczynski (1954), scenarioschrijver en producent
- Mark Polansky (1956), astronaut
- Ron Cephas Jones (1957-2023), acteur
- Patrick Warburton (1964), acteur
- Michael Jace (1965), acteur
- Jillian Armenante (1968), actrice
- Susan Misner (1971), actrice
- Kathryn Salfelder (1987), componiste, dirigente, musica

### Overleden
- Nicolaas Hendrik Beversluis (1931), predikant Gereformeerde Gemeenten